# Ferrovia Madrid-Valencia de Alcántara
La ferrovia Madrid-Valencia de Alcántara è una linea ferroviaria spagnola che unisce la capitale all'Estremadura e alla frontiera portoghese.
Il segmento iniziale della ferrovia (sino alla stazione di Humanes) è utilizzato dalla linea C-5 delle Cercanías di Madrid.
Salvo il segmento Madrid-Humanes, la linea è a binario unico.

## Storia
La linea attuale fu costruita in più fasi da compagnie differenti. Il tratto tra Madrid e Malpartida de Plasencia, la cui concessione era stata creata dal governo nel 1856, fu assegnato provvisoriamente otto anni più tardi a un gruppo d'imprenditori che a loro volta la cedettero a una società che nel 1871 sarebbe diventata la Compañía del Ferrocarril del Tajo. Inizialmente i lavori, cominciati nel 1866, procedettero a rilento. Il 20 giugno 1876 fu aperto il primo segmento Madrid-Torrijos lungo appena 85 km. Da questo momento l'opera procedette con più celerità: il 13 luglio successivo fu aperto infatti il tratto sino a Talavera de la Reina. Il 2 settembre 1877 venne attivato il troncone Talavera-Oropesa de Toledo e il 1º marzo 1878 la ferrovia raggiunse Navalmoral de la Mata. Il 1º febbraio 1879 fu aperta la tratta Navalmoral de la Mata-Bazagona.
Una volta completato il primo grande troncone, nel 1879 venne costituita la Compañía del Ferrocarril de Cáceres a Malpartida y a la frontera portuguesa per realizzare il completamento della ferrovia sino alla frontiera con il Portogallo. Il 16 giugno 1880 fu attivato il tratto tra Valencia de Alcántara e il confine, mentre pochi mesi dopo la linea fu prolungata fino a Cáceres. Restava solo da unire i tronconi per attivare la ferrovia, che costituiva una via collegamento molto più rapida rispetto alla linea che passava per Ciudad Real e Badajoz. Per questa ragione le compagnie preesistenti, nel dicembre 1880, si fusero per dar vita alla Compañía de los Ferrocarriles de Madrid a Cáceres y Portugal. Tuttavia l'infrastruttura venne completata solamente nel 1881.
Dal 2012, a causa della chiusura delle linee in Portogallo, l'utilizzo della linea Madrid-Valencia de Alcántara è stato limitato ai treni spagnoli.